# Bahnhof Durlesbach
Der Bahnhof Durlesbach ist ein 1849 eröffneter und 1984 stillgelegter Bahnhof der Königlich Württembergischen Staats-Eisenbahnen an der Bahnstrecke Ulm–Friedrichshafen (Südbahn) in Durlesbach, einem Wohnplatz der Stadt Bad Waldsee im Ortsteil Reute in Oberschwaben. In der Nähe mündet der Durlesbach in die Schussen.
Das Bahnhofsgebäude existiert in zweifacher Ausführung: das ursprüngliche Gebäude von 1849 – als Wohnhaus im nahen Reute wieder aufgebaut – und der Neubau aus dem Jahre 1911.
Der Bahnhof Durlesbach wird in dem Lied Auf de schwäbsche Eisebahne genannt.

## Bahnhofsensemble
Die Bahnhofsanlage befindet sich auf einem halbkreisförmigen Vorplatz und ist ein Ensemble aus vier symmetrisch angeordneten Gebäuden, bestehend aus dem eigentlichen Empfangsgebäude aus dem Jahre 1911, der Remise, Güterschuppen und Nebengebäude aus dem Jahre 1876 mit Passagierabtritten, Holzremisen, Wasch- und Backküche.
Das ursprüngliche Bahnhofsgebäude von 1849 wurde 1911 abgerissen und befindet sich wiederaufgebaut im Ortsteil Reute.
Im Bahnhofsgebäude von 1911 waren im Erdgeschoss vier Diensträume mit Wartezimmer, Kassenraum, Gepäckaufgabe und Telegraphenraum. Im Obergeschoss befand sich die Wohnung des Stationsvorstehers. In einer Dachkammer war die Wohnung des Weichenwärters. Da die Königliche Eisenbahnverwaltung einen ständigen Bedeutungsverlust Durlesbachs erwartete, beschränkten sich die Investitionen der Eisenbahndirektion von Anfang an auf das Notwendigste.

## Stadtbahnhof, Holzbahnhof und Klosterbahnhof
Zunächst wurde 1849 die Südbahn von Friedrichshafen durch das Schussental in Richtung des Ursprungs der Schussen bei Bad Schussenried auf relativ einfachem Gelände gebaut. Beim Schussentobel auf der Höhe von Durlesbach ergaben sich erste topographische Herausforderungen für die planenden Ingenieure. Die Schussen wurde auf 1,4 km Länge in ein künstliches Bett verlegt. Am 26. Mai 1849 nahm die Strecke Ravensburg–Biberach den Betrieb auf. Ende Juni 1849 wurde die Lücke bis Ulm geschlossen. Die Oberamtsstadt Bad Waldsee baute eine Straße zum damals außerhalb abgelegenen Bahnhof Durlesbach, der damit zum städtischen Bahnhof wurde.
Am 25. Juli 1869 erhielt Bad Waldsee einen eigenen Bahnhof an der neu erbauten Bahnstrecke Herbertingen–Isny, so dass der Bahnhof Durlesbach rasch an Bedeutung verlor. Die Forstdirektion versuchte den Bahnhof als Holzbahnhof wiederzubeleben und veranlasste den Bau eines Holzlagerplatzes und eines weiteren Gleises. Der Bahnhof wurde aber von den oberschwäbischen Holzhändlern nicht angenommen.
1867 wurde (nicht ganz pünktlich) der hundertste Jahrestag der Seligsprechung von Elisabeth Achler, der guten Beth von Reute, gefeiert; im Anschluss belebten die Franziskanerinnen von Reute das seit der Säkularisation geschlossene Kloster wieder, das nun (seit 1870) ihr Mutterhaus ist. Zahlreiche Besucher benutzten daraufhin den Bahnhof Durlesbach. Im Jahre 1897 wurde er um einen Wartesaal der zweiten Klasse erweitert, nachdem sich die leitende Schwester des Klosters über den mangelhaften, zu kleinen und verrauchten Wartesaal der dritten Klasse beschwert hatte. Im Laufe der Zeit sorgte der zunehmende Individualverkehr für immer weniger Zugpassagiere. 1984 wurde die Bedienung aufgegeben. In den Jahren zuvor war lediglich noch ein „Halt zum Ein- und Aussteigen für Reisegruppen auf besonderen Antrag“ möglich.
Der Bahnhof wurde im Jahre 2003 an eine Privatperson verkauft. Der neue Eigentümer hat das Gebäude zur gewerblichen Nutzung umgebaut, es beherbergt nunmehr eine Goldschmiede und ein Café.

## Denkmal
Südlich des Bahnhofsgebäudes befindet sich seit 1990 eine Skulpturengruppe (Koordinaten) von René Auer, die die zentrale Szene aus dem Lied Auf de schwäbsche Eisebahne darstellt:

„Einen Bock håt är sich kaofet; ond dass där ihm net verlaofet,
 bendet ihn der guate Må an da hentersta Waga nå.“

Die Skulpturen werden ergänzt durch einen Schmalspurzug, der mit den hier verkehrenden Normalspurzügen keinerlei historische Verbindung hat. Die Lokomotive dieses Ensembles wurde 2010 restauriert.
Das Denkmal wird vom Förderverein Durlesbach-Bähnle-e.-V.-Reute mit Unterstützung der Stadt Bad Waldsee instand gehalten. Dieser Verein hat inzwischen eine Bahnsteig-Überdachung hinzugefügt.

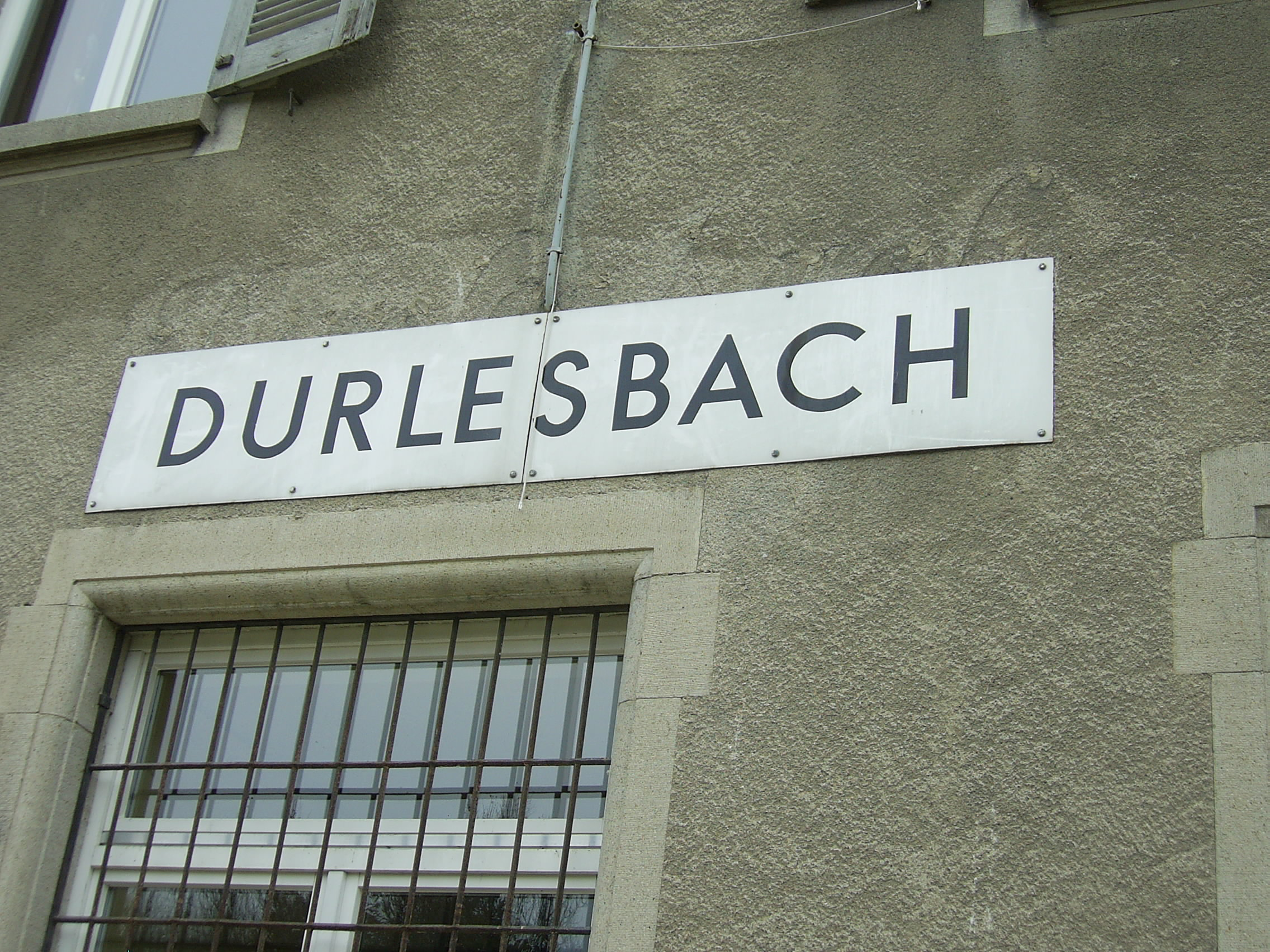
Bahnhof Durlesbach
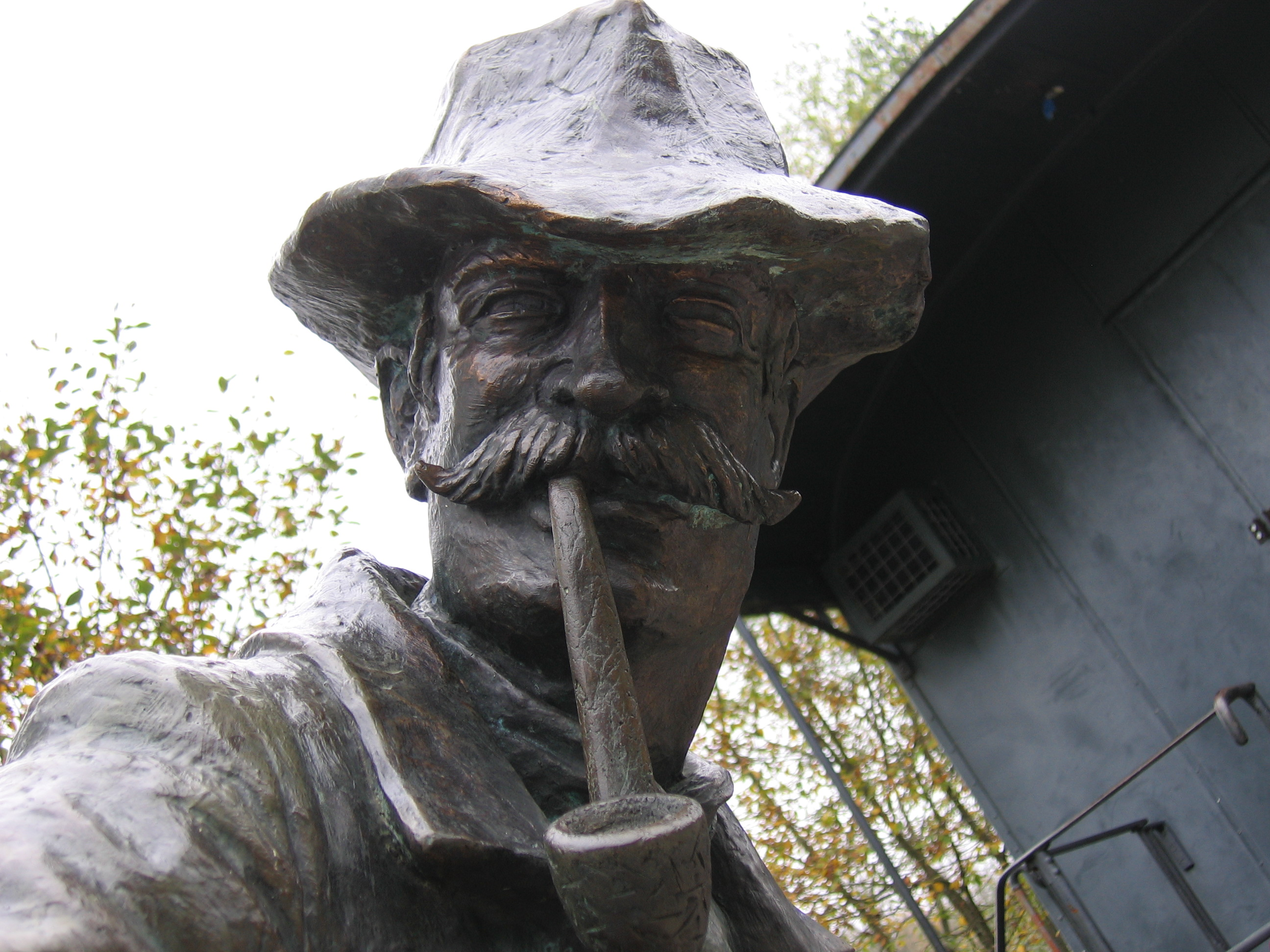
„’s Bäuerle“
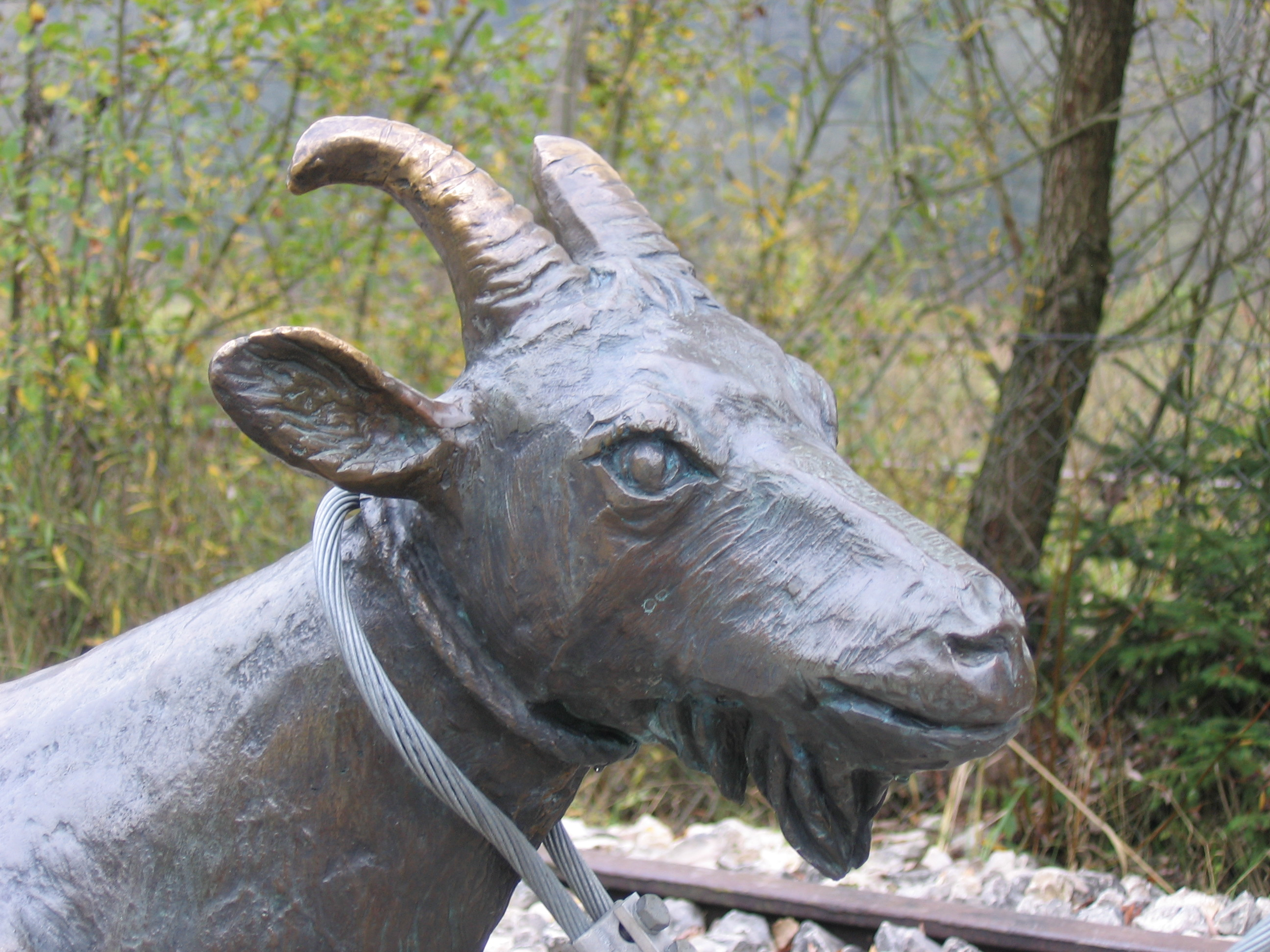
„Geißbock“ (vor Abfahrt)
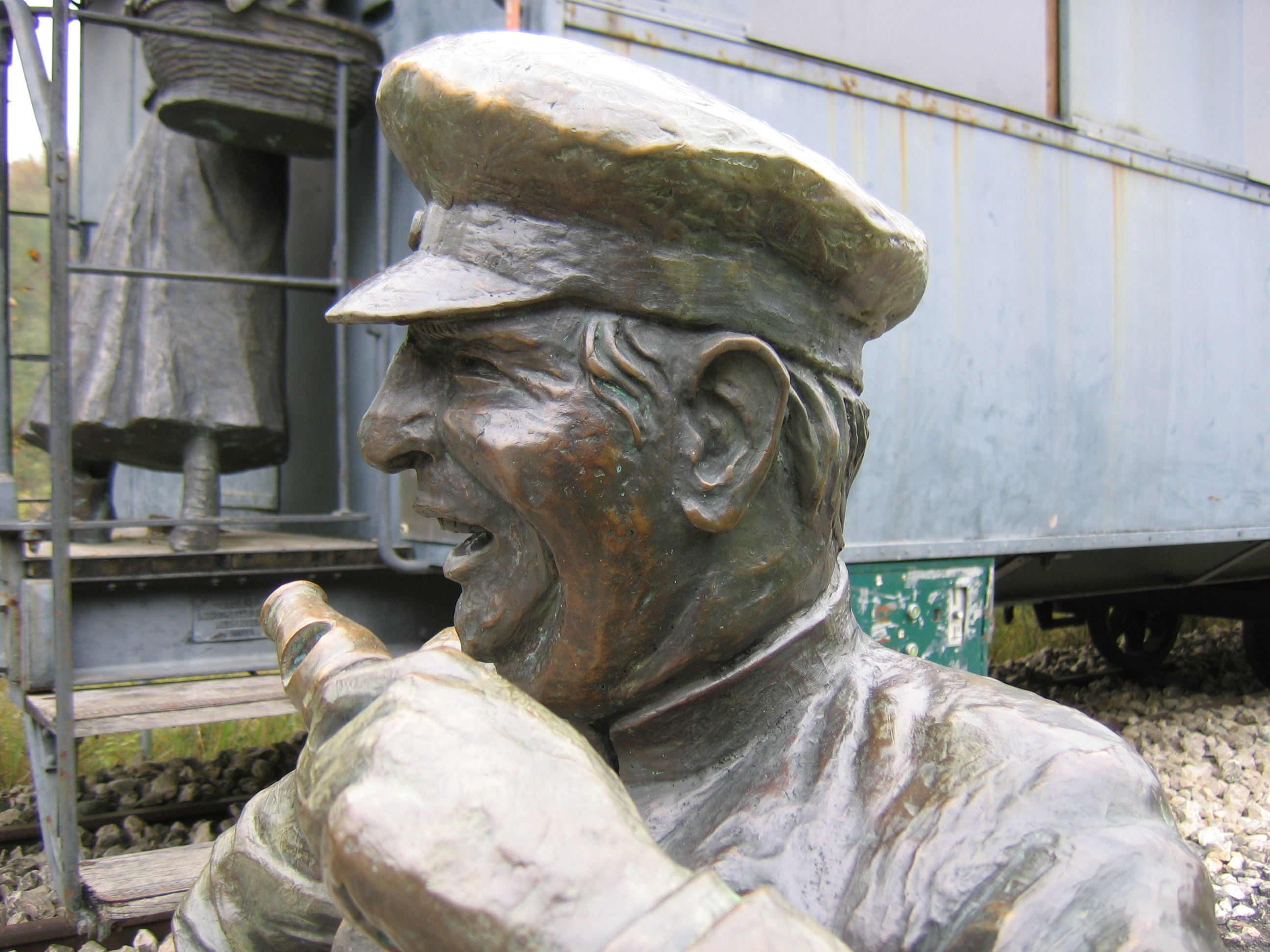
„Konduktör“
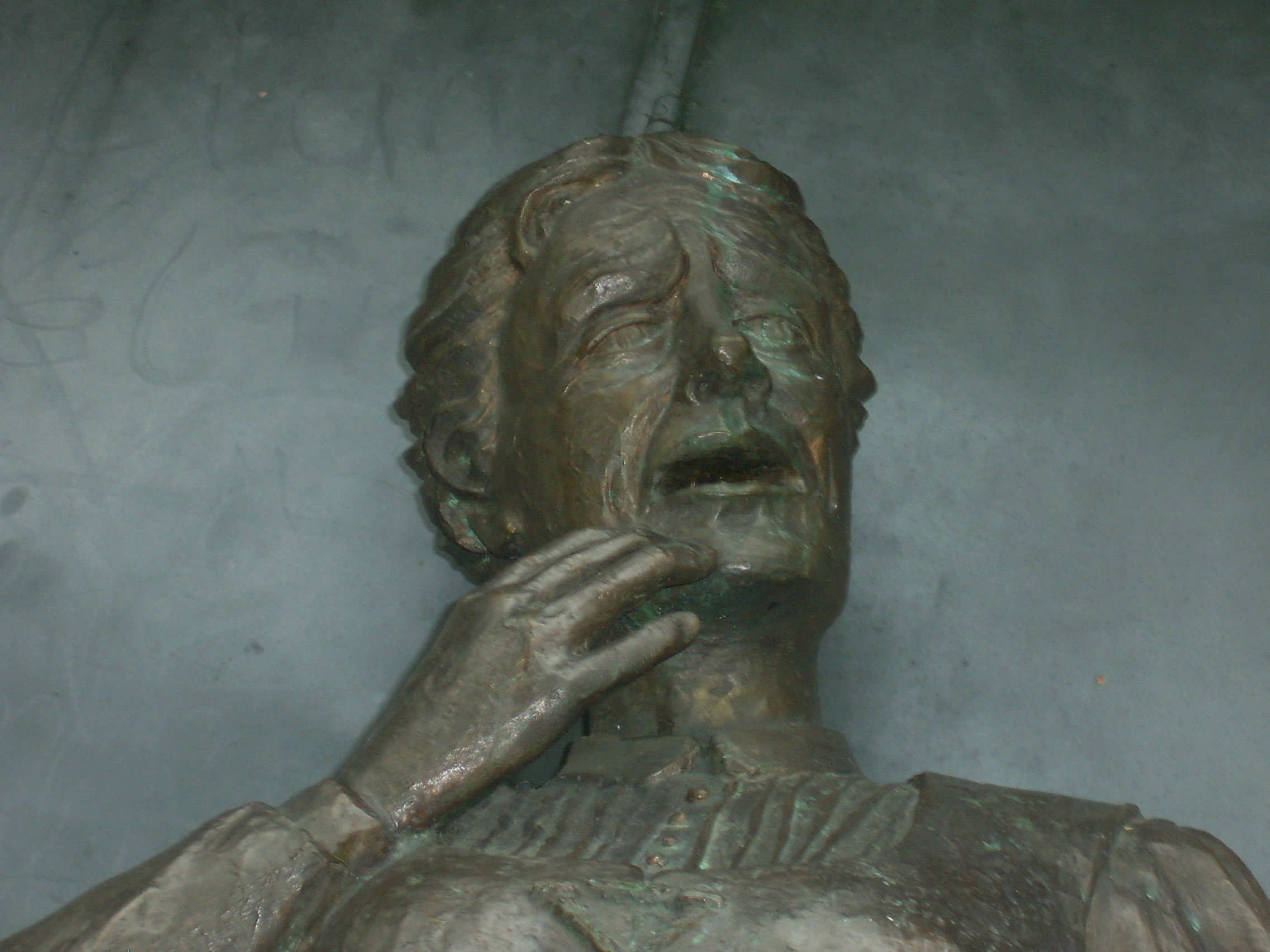
„’s Weible“

## Namensgebung
Da der Bahnhof damals nicht in einer Ortschaft lag, wurde er nach dem Bach benannt, der hier in die Schussen mündet.
Weitere verbreitete, aber widerlegte Erklärungsversuche sind:
- Dur de Bach heißt ins Hochdeutsche übersetzt Durch den Bach. Die Bauarbeiter des Bahnhofs mussten damals angeblich durch den Bach waten, um zur Arbeit zu gelangen.
- Dorlesbach, weil die Gleisarbeiter der königlich-württembergischen Eisenbahn über den Bach zu einem Wirtshaus mit einer sagenumwobenen schönen Wirtin namens Dorle „pilgerten“.